# قطع الوجيه
قَطْعُ الوُجَيه هو إجراءٌ جراحي يتضمن تخفيف الضغط عن جذر العصب النخاعي. يُجرى مثلًا في الحالات الشديدة التي تكون فيها جذور الأعصاب العنقية مضغوطةً في الثقبة بين الفقرات.